# Eleições legislativas portuguesas de 1979 no distrito de Castelo Branco
| Eleições legislativas portuguesas de 1979 Distritos: Aveiro \| Beja \| Braga \| Bragança \| Castelo Branco \| Coimbra \| Évora \| Faro \| Guarda \| Leiria \| Lisboa \| Portalegre \| Porto \| Santarém \| Setúbal \| Viana do Castelo \| Vila Real \| Viseu \| Açores \| Madeira \| Estrangeiro |

## Resultados por Concelho
Os resultados nos concelhos do Distrito de Castelo Branco foram os seguintes:

### Belmonte
| Partido                 | Partido                      | Votos | %               | +/-  |
| ----------------------- | ---------------------------- | ----- | --------------- | ---- |
|                         | Aliança Democrática          | 1 706 | 38,66 / 100,00  | 6,84 |
|                         | Partido Socialista           | 1 595 | 36,14 / 100,00  | 8,79 |
|                         | Aliança Povo Unido           | 624   | 14,14 / 100,00  | 7,22 |
|                         | Partido da Democracia Cristã | 69    | 1,56 / 100,00   | 0,89 |
|                         | União Democrática Popular    | 59    | 1,34 / 100,00   | 0,16 |
|                         | Outros                       | 104   | 2,35 / 100,00   |      |
| Votos Inválidos         | Votos Inválidos              | 256   | 5,80 / 100,00   | 5,11 |
| Total                   | Total                        | 4 413 | 100,00 / 100,00 |      |
| Eleitorado/Participação | Eleitorado/Participação      | 5 429 | 81,29 / 100,00  | 0,48 |

### Castelo Branco
| Partido                 | Partido                      | Votos  | %               | +/-   |
| ----------------------- | ---------------------------- | ------ | --------------- | ----- |
|                         | Aliança Democrática          | 17 920 | 50,09 / 100,00  | 8,43  |
|                         | Partido Socialista           | 9 879  | 27,62 / 100,00  | 11,24 |
|                         | Aliança Povo Unido           | 4 276  | 11,95 / 100,00  | 5,71  |
|                         | União Democrática Popular    | 635    | 1,78 / 100,00   | 0,99  |
|                         | Partido da Democracia Cristã | 544    | 1,52 / 100,00   | 0,80  |
|                         | PCTP/MRPP                    | 459    | 1,28 / 100,00   | 0,19  |
|                         | UEDS                         | 453    | 1,27 / 100,00   | Novo  |
|                         | Outros                       | 280    | 0,78 / 100,00   |       |
| Votos Inválidos         | Votos Inválidos              | 1 327  | 3,71 / 100,00   | 3,60  |
| Total                   | Total                        | 35 773 | 100,00 / 100,00 |       |
| Eleitorado/Participação | Eleitorado/Participação      | 41 067 | 87,11 / 100,00  | 5,34  |

### Covilhã
| Partido                 | Partido                      | Votos  | %               | +/-   |
| ----------------------- | ---------------------------- | ------ | --------------- | ----- |
|                         | Aliança Democrática          | 14 156 | 37,39 / 100,00  | 7,50  |
|                         | Partido Socialista           | 10 552 | 27,79 / 100,00  | 15,65 |
|                         | Aliança Povo Unido           | 9 248  | 24,42 / 100,00  | 11,41 |
|                         | União Democrática Popular    | 1 041  | 2,75 / 100,00   | 1,17  |
|                         | Partido da Democracia Cristã | 484    | 1,28 / 100,00   | 0,61  |
|                         | PCTP/MRPP                    | 386    | 1,02 / 100,00   | 0,01  |
|                         | Outros                       | 579    | 1,53 / 100,00   |       |
| Votos Inválidos         | Votos Inválidos              | 1 448  | 3,82 / 100,00   | 3,12  |
| Total                   | Total                        | 37 864 | 100,00 / 100,00 |       |
| Eleitorado/Participação | Eleitorado/Participação      | 43 188 | 87,67 / 100,00  | 2,14  |

### Fundão
| Partido                 | Partido                           | Votos  | %               | +/-  |
| ----------------------- | --------------------------------- | ------ | --------------- | ---- |
|                         | Aliança Democrática               | 9 019  | 41,98 / 100,00  | 2,96 |
|                         | Partido Socialista                | 7 909  | 36,81 / 100,00  | 2,75 |
|                         | Aliança Povo Unido                | 2 023  | 9,42 / 100,00   | 3,79 |
|                         | Partido da Democracia Cristã      | 426    | 1,98 / 100,00   | 0,26 |
|                         | União Democrática Popular         | 277    | 1,29 / 100,00   | 0,19 |
|                         | PCTP/MRPP                         | 268    | 1,25 / 100,00   | 0,15 |
|                         | Partido Socialista Revolucionário | 235    | 1,09 / 100,00   | 0,80 |
|                         | Outros                            | 190    | 0,88 / 100,00   |      |
| Votos Inválidos         | Votos Inválidos                   | 1 139  | 5,30 / 100,00   | 3,56 |
| Total                   | Total                             | 21 486 | 100,00 / 100,00 |      |
| Eleitorado/Participação | Eleitorado/Participação           | 25 296 | 84,94 / 100,00  | 5,34 |

### Idanha-a-Nova
| Partido                 | Partido                           | Votos  | %               | +/-  |
| ----------------------- | --------------------------------- | ------ | --------------- | ---- |
|                         | Aliança Democrática               | 4 710  | 39,66 / 100,00  | 4,75 |
|                         | Partido Socialista                | 4 613  | 38,85 / 100,00  | 2,70 |
|                         | Aliança Povo Unido                | 981    | 8,26 / 100,00   | 4,32 |
|                         | União Democrática Popular         | 208    | 1,75 / 100,00   | 0,34 |
|                         | Partido da Democracia Cristã      | 203    | 1,71 / 100,00   | 0,96 |
|                         | PCTP/MRPP                         | 170    | 1,43 / 100,00   | 0,84 |
|                         | UEDS                              | 151    | 1,27 / 100,00   | Novo |
|                         | Partido Socialista Revolucionário | 139    | 1,17 / 100,00   | 0,64 |
| Votos Inválidos         | Votos Inválidos                   | 700    | 5,90 / 100,00   | 7,61 |
| Total                   | Total                             | 11 875 | 100,00 / 100,00 |      |
| Eleitorado/Participação | Eleitorado/Participação           | 13 821 | 85,92 / 100,00  | 5,97 |

### Oleiros
| Partido                 | Partido                      | Votos | %               | +/-   |
| ----------------------- | ---------------------------- | ----- | --------------- | ----- |
|                         | Aliança Democrática          | 5 795 | 83,43 / 100,00  | 10,78 |
|                         | Partido Socialista           | 638   | 9,19 / 100,00   | 7,06  |
|                         | Aliança Povo Unido           | 137   | 1,97 / 100,00   | 0,73  |
|                         | Partido da Democracia Cristã | 83    | 1,19 / 100,00   | 0,28  |
|                         | Outros                       | 139   | 2,00 / 100,00   |       |
| Votos Inválidos         | Votos Inválidos              | 154   | 2,22 / 100,00   | 4,21  |
| Total                   | Total                        | 6 946 | 100,00 / 100,00 |       |
| Eleitorado/Participação | Eleitorado/Participação      | 7 991 | 86,92 / 100,00  | 11,40 |

### Penamacor
| Partido                 | Partido                           | Votos | %               | +/-  |
| ----------------------- | --------------------------------- | ----- | --------------- | ---- |
|                         | Aliança Democrática               | 3 204 | 49,37 / 100,00  | 4,09 |
|                         | Partido Socialista                | 2 199 | 33,88 / 100,00  | 4,74 |
|                         | Aliança Povo Unido                | 278   | 4,28 / 100,00   | 2,08 |
|                         | Partido da Democracia Cristã      | 119   | 1,83 / 100,00   | 0,86 |
|                         | PCTP/MRPP                         | 108   | 1,66 / 100,00   | 0,77 |
|                         | União Democrática Popular         | 95    | 1,46 / 100,00   | 0,85 |
|                         | Partido Socialista Revolucionário | 72    | 1,11 / 100,00   | 0,69 |
|                         | UEDS                              | 68    | 1,05 / 100,00   | Novo |
| Votos Inválidos         | Votos Inválidos                   | 347   | 5,35 / 100,00   | 4,48 |
| Total                   | Total                             | 6 490 | 100,00 / 100,00 |      |
| Eleitorado/Participação | Eleitorado/Participação           | 7 593 | 85,47 / 100,00  | 4,26 |

### Proença-a-Nova
| Partido                 | Partido                      | Votos | %               | +/-  |
| ----------------------- | ---------------------------- | ----- | --------------- | ---- |
|                         | Aliança Democrática          | 5 980 | 73,63 / 100,00  | 6,12 |
|                         | Partido Socialista           | 1 339 | 16,49 / 100,00  | 6,46 |
|                         | Aliança Povo Unido           | 267   | 3,29 / 100,00   | 1,84 |
|                         | Partido da Democracia Cristã | 96    | 1,18 / 100,00   | 0,36 |
|                         | União Democrática Popular    | 84    | 1,03 / 100,00   | 0,32 |
|                         | Outros                       | 153   | 1,88 / 100,00   |      |
| Votos Inválidos         | Votos Inválidos              | 203   | 2,50 / 100,00   | 1,65 |
| Total                   | Total                        | 8 122 | 100,00 / 100,00 |      |
| Eleitorado/Participação | Eleitorado/Participação      | 9 508 | 85,42 / 100,00  | 6,04 |

### Sertã
| Partido                 | Partido                      | Votos  | %               | +/-   |
| ----------------------- | ---------------------------- | ------ | --------------- | ----- |
|                         | Aliança Democrática          | 9 975  | 73,16 / 100,00  | 9,32  |
|                         | Partido Socialista           | 2 109  | 15,47 / 100,00  | 5,77  |
|                         | Aliança Povo Unido           | 466    | 3,42 / 100,00   | 1,48  |
|                         | Partido da Democracia Cristã | 188    | 1,38 / 100,00   | 0,50  |
|                         | União Democrática Popular    | 169    | 1,24 / 100,00   | 0,48  |
|                         | Outros                       | 246    | 1,80 / 100,00   |       |
| Votos Inválidos         | Votos Inválidos              | 481    | 3,53 / 100,00   | 4,92  |
| Total                   | Total                        | 13 634 | 100,00 / 100,00 |       |
| Eleitorado/Participação | Eleitorado/Participação      | 15 945 | 85,51 / 100,00  | 11,35 |

### Vila de Rei
| Partido                 | Partido                      | Votos | %               | +/-  |
| ----------------------- | ---------------------------- | ----- | --------------- | ---- |
|                         | Aliança Democrática          | 2 816 | 84,11 / 100,00  | 9,02 |
|                         | Partido Socialista           | 230   | 6,87 / 100,00   | 6,26 |
|                         | Aliança Povo Unido           | 73    | 2,18 / 100,00   | 1,72 |
|                         | Partido da Democracia Cristã | 38    | 1,14 / 100,00   | 0,46 |
|                         | Outros                       | 78    | 2,34 / 100,00   |      |
| Votos Inválidos         | Votos Inválidos              | 113   | 3,38 / 100,00   | 3,82 |
| Total                   | Total                        | 3 348 | 100,00 / 100,00 |      |
| Eleitorado/Participação | Eleitorado/Participação      | 3 905 | 85,74 / 100,00  | 4,36 |

### Vila Velha de Ródão
| Partido                 | Partido                      | Votos | %               | +/-   |
| ----------------------- | ---------------------------- | ----- | --------------- | ----- |
|                         | Partido Socialista           | 1 387 | 38,27 / 100,00  | 10,40 |
|                         | Aliança Democrática          | 1 194 | 32,95 / 100,00  | 3,73  |
|                         | Aliança Povo Unido           | 679   | 18,74 / 100,00  | 11,06 |
|                         | Partido da Democracia Cristã | 60    | 1,66 / 100,00   | 1,25  |
|                         | União Democrática Popular    | 50    | 1,38 / 100,00   | 0,50  |
|                         | UEDS                         | 49    | 1,35 / 100,00   | Novo  |
|                         | PCTP/MRPP                    | 42    | 1,16 / 100,00   | 0,32  |
|                         | Outros                       | 35    | 0,97 / 100,00   |       |
| Votos Inválidos         | Votos Inválidos              | 128   | 3,54 / 100,00   | 4,74  |
| Total                   | Total                        | 3 624 | 100,00 / 100,00 |       |
| Eleitorado/Participação | Eleitorado/Participação      | 4 510 | 80,35 / 100,00  | 1,62  |